# Гіоргі Мешвільдішвілі
Гіоргі Мешвільдішвілі (груз. გიორგი მეშვილდიშვილი; нар. 13 травня 1992, Тбілісі) — грузинський і азербайджанський борець вільного стилю, дворазовий бронзовий призер чемпіонатів Європи, бронзовий призер Олімпійських ігор.

## Життєпис
Боротьбою почав займатися з 2004 року. У 2015 році здобув срібну медаль чемпіонату Європи серед молоді.
До початку виступів за збірну Азербайджану у 2018 році входив до складу збірної Грузії.
Під прапором Азербайджану двічі ставав призером чемпіонату Європи та здобув медаль Олімпійських ігор.
Виступав за спортивні школу Тбілісі. Тренер — Аміран Майсурадзе (з 2004).

## Спортивні результати на міжнародних змаганнях

### Виступи на Олімпіадах
| Змагання                    | Збірна      | Вагова категорія           | Місце  |
| --------------------------- | ----------- | -------------------------- | ------ |
| Літні Олімпійські ігри 2024 | Азербайджан | вільна боротьба, до 125 кг | Бронза |

### Виступи на Чемпіонатах світу
| Змагання                        | Збірна      | Вагова категорія           | Місце |
| ------------------------------- | ----------- | -------------------------- | ----- |
| Чемпіонат світу з боротьби 2023 | Азербайджан | вільна боротьба, до 125 кг | 13    |

### Виступи на Чемпіонатах Європи
| Змагання                         | Збірна      | Вагова категорія           | Місце  |
| -------------------------------- | ----------- | -------------------------- | ------ |
| Чемпіонат Європи з боротьби 2023 | Азербайджан | вільна боротьба, до 125 кг | Бронза |
| Чемпіонат Європи з боротьби 2024 | Азербайджан | вільна боротьба, до 125 кг | Бронза |
| Чемпіонат Європи з боротьби 2025 | Азербайджан | вільна боротьба, до 125 кг | Золото |

### Виступи на інших змаганнях
| Змагання                                                   | Збірна      | Вагова категорія           | Місце  |
| ---------------------------------------------------------- | ----------- | -------------------------- | ------ |
| Турнір Степана Саргісяна 2012                              | Грузія      | вільна боротьба, до 120 кг | Бронза |
| Вогні Москви 2012                                          | Грузія      | вільна боротьба, до 96 кг  | 4      |
| Літня Універсіада 2013                                     | Грузія      | вільна боротьба, до 120 кг | 9      |
| Золотий Гран-прі з боротьби 2014 (Париж)                   | Грузія      | вільна боротьба, до 125 кг | Золото |
| Турнір Дмитра Коркіна 2014                                 | Грузія      | вільна боротьба, до 125 кг | Золото |
| Кубок Тахті 2015                                           | Грузія      | вільна боротьба, до 125 кг | 9      |
| Турнір Олександра Медведя 2015                             | Грузія      | вільна боротьба, до 125 кг | 20     |
| Турнір Алі Алієва 2015                                     | Грузія      | вільна боротьба, до 125 кг | 5      |
| Турнір Степана Саргісяна 2016                              | Грузія      | вільна боротьба, до 125 кг | Бронза |
| Кубок Європейських націй з боротьби 2016                   | Грузія      | команда                    | Золото |
| Клубний чемпіонат світу з боротьби 2016                    | Грузія      | команда                    | 5      |
| Турнір Г. Картозія і В. Балавадзе 2017                     | Грузія      | вільна боротьба, до 97 кг  | Бронза |
| Меморіал Вацлава Циолковського 2017                        | Грузія      | вільна боротьба, до 125 кг | Бронза |
| Турнір Степана Саргісяна 2017                              | Грузія      | вільна боротьба, до 125 кг | Срібло |
| Кубок Алроси 2017                                          | Грузія      | команда                    | Бронза |
| Турнір Аланії з боротьби 2017                              | Грузія      | вільна боротьба, до 125 кг | Бронза |
| Міжнародний турнір Дінмухамеда Кунаєва 2017                | Грузія      | вільна боротьба, до 125 кг | Бронза |
| Київський Міжнародний турнір з боротьби 2018               | Грузія      | вільна боротьба, до 125 кг | Бронза |
| Турнір Дана Колова — Николи Петрова 2018                   | Грузія      | вільна боротьба, до 125 кг | 7      |
| Відкритий чемпіонат Загреба з боротьби 2023                | Азербайджан | вільна боротьба, до 125 кг | Срібло |
| Турнір Дана Колова — Николи Петрова 2023                   | Азербайджан | вільна боротьба, до 125 кг | Золото |
| Меморіал Вацлава Циолковського 2023                        | Азербайджан | вільна боротьба, до 125 кг | Срібло |
| Відкритий чемпіонат Загреба з боротьби 2024                | Азербайджан | вільна боротьба, до 125 кг | 5      |
| Олімпійський кваліфікаційний турнір з боротьби 2024 (Баку) | Азербайджан | вільна боротьба, до 125 кг | Золото |
| Меморіал Імре Поляка та Яноша Варги 2024                   | Азербайджан | вільна боротьба, до 125 кг | 7      |

### Виступи на змаганнях молодших вікових груп
| Змагання                                      | Збірна | Вагова категорія           | Місце  |
| --------------------------------------------- | ------ | -------------------------- | ------ |
| Чемпіонат світу з боротьби серед юніорів 2012 | Грузія | вільна боротьба, до 96 кг  | 14     |
| Чемпіонат Європи з боротьби серед молоді 2015 | Грузія | вільна боротьба, до 125 кг | Срібло |